# Nesopupa quadrasi
Nesopupa quadrasi е вид коремоного от семейство Vertiginidae.

## Разпространение
Видът е разпространен в Гуам.